# Компанієць-Киянченко Надія Дмитрівна
Надія Дмитрівна Компані́єць-Кия́нченко (нар. 12 травня 1913, Скоморошки — пом. 11 грудня 2003, Київ) — українська художниця; член Спілки радянських художників України з 1949 року. Дружина художника Георгія Кияченка, мати художника Дмитра Кияченка.

## Біографія
Народилася 29 квітня [12 травня] 1913 року в селі Скоморошках Таращанського повіту Київської губернії Російської імперії (нині Вінницький район Вінницької області, Україна) у сім'ї службовців Дмитра Михайловича та Єфімії Андріївни. Після закінчення середньої школи та Київського сільськогосподарського технікуму інтенсивних культур у 1933 році вступила до Київського інституту пролетарського мистецтва (з 1934 року — Київський державний художній інститут). Того ж року познайомилася зі своїм майбутнім чоловіком — Георгієм Кияченком, а після одруження взяла подвійне приізвище — Компанієць-Киянченко. Протягом 1935—1939 років брала участь в оформленні вулиць і площ Києва до свят.
Після німецько-радянської війни продовжила навчання у Київському художньому інституті, яке закінчила 1948 року. За період навчання її педагогами були Карпо Трохименко, Тетяна Яблонська, Сергій Єржиковський, Федір Кричевський, Сергій Григор'єв, Олексій Шовкуненко, Софія Налепинська-Бойчук, Андрій Таран, Василь Седляр. Дипломна робота — картина «У майстерні скльптора» (керівник Олексій Шовкуненко).
1954 року сім'я Киянченків від Спілки художників отримала майстерню на території Києво-Печерської лаври. Жила у Києві в будинку на вулиці Редутній, № 30/5, квартира № 4 та в будинку на вулиці Предславинській, № 51, квартира № 44. Померла в Києві 11 грудня 2003 року.

## Творчість
Працювала в галузі станкового живопису, створювала жанрові картини, пейзажі, натюрморти, портрети. Серед робіт:
- «Діти із Брно» (1945);
- «Автопортрет» (1945);
- «У майстерні скульптора» (1948);
- «Молодь» (1948, Національний художній музей України);
- «Збір яблук» (1948);
- «Весела молодь» (1949);
- «В. Мічурін» (1949);
- «В. Мічурін та Михайло Калінін» (1949);
- «М. Лисенко у В. Мічуріна» (1949);
- «Околиці Києва» (1950);
- «Катерина» (1950);
- «Святковий день. Хрещатик» (1951, Національний музей історії України);
- «Ромашки та маки» (1951, Донецький художній музей);
- «Хрещатик будується» (1951);
- «Перша літера» (1952, Сумський художній музей);
- «Бажана зустріч» (1952);
- «Мічурінці» (1952, Сімферопольський художній музей);
- «Тарас Шевченко в майстерні» (1952; 1968);
- «Гурзуф. Чеховська бухта» (1953);
- «Пейзаж» (1954);
- «Моя мама» (1956);
- «На полі» (1957);
- «Польова кухня» (1958);
- «Стояла я і слухала весну…» (1959; 1970; 1974);
- «Флокси» (1959, Кіровоградський художній музей; 1966; 1973);
- «У музеї Тараса Шевченка» (1961, Шевченківський національний заповідник);
- «Подарунок для нареченої» (1962);
- «Перший подарунок» (1963, Черкаський краєзнавчий музей);
- «Під Києвом» (1965);
- «Надя» (1967);
- «У Плютах» (1967);
- «Падає дощ» (1968);
- «Ранок» (1969);
- «Бузок» (1972; 1980);
- «Півонії» (1975);
- «Н. Давидюк» (1976);
- «Весняні квіти» (1977);
- «Меморіал Вітчизняної війни будується у Києві» (1978);
- «Васильки» (1978);
- «Яблуня антонівка» (1979);
- «Квіти в моєму саду» (1980);
- «Весняні квіти» (1982);
- «Троянди» (1987);
- «Весняні квіти» (2002).

Брала участь у республіканських мистецьких виставках з 1947 року, всесоюзних — з 1948 року. Персональні виставки відбулися у Києві у 1993 (Державний музей українського мистецтва), 1999, 2008 (посмертна) роках.